# Xã Bath, Quận Freeborn, Minnesota
Xã Bath (tiếng Anh: Bath Township) là một xã thuộc quận Freeborn, tiểu bang Minnesota, Hoa Kỳ. Năm 2010, dân số của xã này là 440 người.